# Racing Club Bafoussam
A Racing Club egy kameruni labdarúgócsapat, székhelye Bafoussam városában található. Jelenleg a kameruni labdarúgó-bajnokság (második osztály) szerepel.

## Sikerei, díjai
- kameruni labdarúgó-bajnokság (első osztály)
  - Bajnok: 4 alkalommal (1989,1992,1993,1995)

- kameruni labdarúgókupa
  - Kupagyőztes: 1 alkalommal (1996)
  - Kupadöntős: 3 alkalommal (1976, 1988, 1991)

## Híres játékosok
- Joël Moïse Babanda
- Geremi Njitap
- Mohammadou Idrissou
- Thierry Ako